# Kun Pál (festő)
Kun Pál (Budapest, 1959. március 29. –) magyarországi cigány festőművész.

## Életútja, munkássága
Kun Pál családja a 19. század közepe óta a ráckevei cigánytelepen él, apja hagyományos cigány mesterségeket tanult elődeitől, fúrókészítést, drótos, kovács és lógyógyító mesterségeket, ezen mesterségekkel a gyermek Kun Pál is megismerkedett, és festménysorozataiban örökíti meg ezen ősi vándoriparosi foglalkozásokat. Sokat tett a ráckevei cigányokért, cigány klubot alapított, alkotóházat működtetett, 1990-1997 közt ő volt a ráckevei Cigány Kisebbségi Önkormányzat (CKÖ) elnöke. A fő támogató halála, és a festő családja anyagi helyzetének romlása miatt ezt a tevékenységét be kellett szüntetni.
1975 óta fest, 1975 óta kiállító művész, fizikai munka mellett foglalkozik a festéssel, a festészet mesterfogásait főleg Dr. Juhász Józseftől tanulta, de sokat köszönhet a ráckevei festőknek is. Kun Pált úgy ismerik, mint ráckevei cigány festőt. Az eltűnőben levő, hagyományos cigány életforma megörökítésére törekszik. Az 1990-es években bekapcsolódott a közép-európai művésztelep, majd a pesti Cigány Ház alkotótáboraiba, és részt vesz ezen alkotótáborok csoportos kiállításain is.
Számos helyen megfordult képeivel, köztük Budapesten, Szolnokon, Monoron, Kaposváron, Tállyán, Maglódon, Tokajon, Szentendrén, Baján, Örkényen, Kiskunlacházán, Kiskunhalason, Szegeden, Kecskeméten, Sárospatakon, Cegléden, Nagykőrösön, Tokajon stb. 1998-ban kezdte a cigány ősapák vándorlásmondáin alapuló, hagyományokat, mesterségeket és a cigány mondavilágot is bemutató festménysorozatát. A teljes sorozat 25 festményből áll, az első 9 képet 1998-ban két hónap alatt megalkotta, hogy családját ne rövidítse meg, ne essen ki a kenyérkereső munkából. Feleségével három gyermeküket nevelték fel és taníttatták. A 25 festmény egy-egy képe átlagosan 1,2 négyzetméter felületű, egy végtelennek tűnő utazást, vándorlást sugallnak ezek az alkotások, a sorozat címe: Ezredévek országútján. Alkotásai többek közt megtalálhatók a Roma Parlament Képtárában, a Magyar Művelődési Intézet gyűjteményében, a szentendrei Népművészetek Házában. Cigány Madonna című nagyméretű üvegképe a közép-európai művésztelep gyűjteményébe került. A 2009-es Cigány festészet című reprezentatív albumban megjelentették életrajzát és 10 olajfestményének reprodukcióját.

## A Cigány festészet című albumba beválogatott képei
- Echós szekeres I. (olaj, kasírozott vászon, 30x40 cm, 2004)
- Echós szekeres II. (olaj, kasírozott vászon, 30x40 cm, 2004)
- Hát még mindig... (olaj, farost, 80x60 cm, 2005)
- Drótos II. (olaj, üveg, 30x41 cm)
- Női táncos (olaj, üveg, 27x41 cm)
- Táncoló férfi (olaj, üveg, 27x41 cm)
- Sátorozó nő gyermekével (olaj, üveg, 30x41 cm, 1997)
- Erezés (olaj, üveg, 40x40 cm, 1997)
- Pillanat a feszület előtt (olaj, vászon, 42x54 cm, 1996)
- Magányban (olaj, farost, 38x30 cm, 1998)[2]

## Kiállításai (válogatás)

### Egyéni
- 1999 • Ezredévek országútján, Keve Galéria, Ráckeve.

### Csoportos
- 2000 • Roma Képzőművészek III. Országos Kiállítása, Magyar Művelődési Intézet, Budapest
- 2007 • Az emlékezés színes álmai : vándorkiállítás, Peking • Magyar Nemzeti Galéria, Budapest
- 2008, 2009 • Az emlékezés színes álmai, vándorkiállítás, Szolnok • Eger • Pécs • Salgótarján • Miskolc • Szekszárd